# حسین‌بیگ یوزباشی
حسین‌بیگ یوزباشی یا حسین‌بیگ استاجلو (درگذشته ۱۵۷۷ میلادی) از سران و امرای قزلباش طایفه استاجلو  و مشاور شاه طهماسب صفوی بود و منزلت زیادی در دربار شاه طهماسب داشت. -وی شخصی بانفوذ و ثروتمند بود و لقب یوزباشی داشت- او مدتی مراقبت و تربيت شاهزاده سلطان مصطفی میرزای صفوی (از فرزندان شاه طهماسب) را بر عهده داشت. در درگیری بر سر جانشینی شاه طهماسب یکم، حسین بیگ یوزباشی با آنکه مسئوليت سلطان مصطفی میرزای صفوی را بر عهده داشت و می‌توانست وی را به شاهی برساند، در این کار اقدام نکرد و با آن شاهزاده از قزوین گریخت. وی در بین راه سلطان مصطفی میرزای صفوی را رها کرد و با لباس شبانی پیاده راه لرستان را در پیش گرفت ولی در راه به دست مردم طایفه بیات که از هواداران جانشینی اسماعیل میرزا بودند، دستگیر و به قزوین فرستاده شد. شاه اسماعیل دوم نیز آن را به زندان انداخت. حسین‌بیگ یوزباشی (استاجلو) چند روز پیش از مرگ شاه اسماعیل دوم در زندان درگذشت.

یوزباشی: در زبانهای ترکی، «یوز» معنی صد، و «باش» معنی سر را دارند. یوزباشی عنوانی نظامی و ارتشی است که معنی اش فرمانده یک گروه صد نفری بوده واین عنوان تا اواخر دوره قاجار در ارتش ایران بکار می‌رفته‌است. به همین ترتیب اون باشی فرمانده یک گروه ده نفره و مین باشی فرمانده یک گروه هزار نفری است